# Józef Popowski
Julian Józef Popowski foi um ciclista polonês. Competiu representando seu país, Polônia, na prova de estrada individual e estrada contrarrelógio por equipes nos Jogos Olímpicos de Verão de 1928 em Amsterdã.